# Achaeërs
Achaeërs of Achaïers (Oudgrieks Ἀχαιοί / Achaioi, Latijn Achaei of Achivi) was oorspronkelijk de naam die Homeros gebruikte voor de oudste Hellenen, ofwel Grieken.
Andere namen zijn de Danaërs (Δαναοί) en Argiven (Ἀργεῖοι).
De Achaeërs waren Indo-Europese, Griekssprekende stammen die het Griekse schiereiland binnendrongen. De eerste Hellenen die zich in Griekenland vestigden arriveerden daar omstreeks 1900 v.Chr. De homerische "langharige Achaeërs" maakten deel uit van de Myceense beschaving die het Griekse vasteland begon te domineren vanaf ca. 1600 v.Chr.

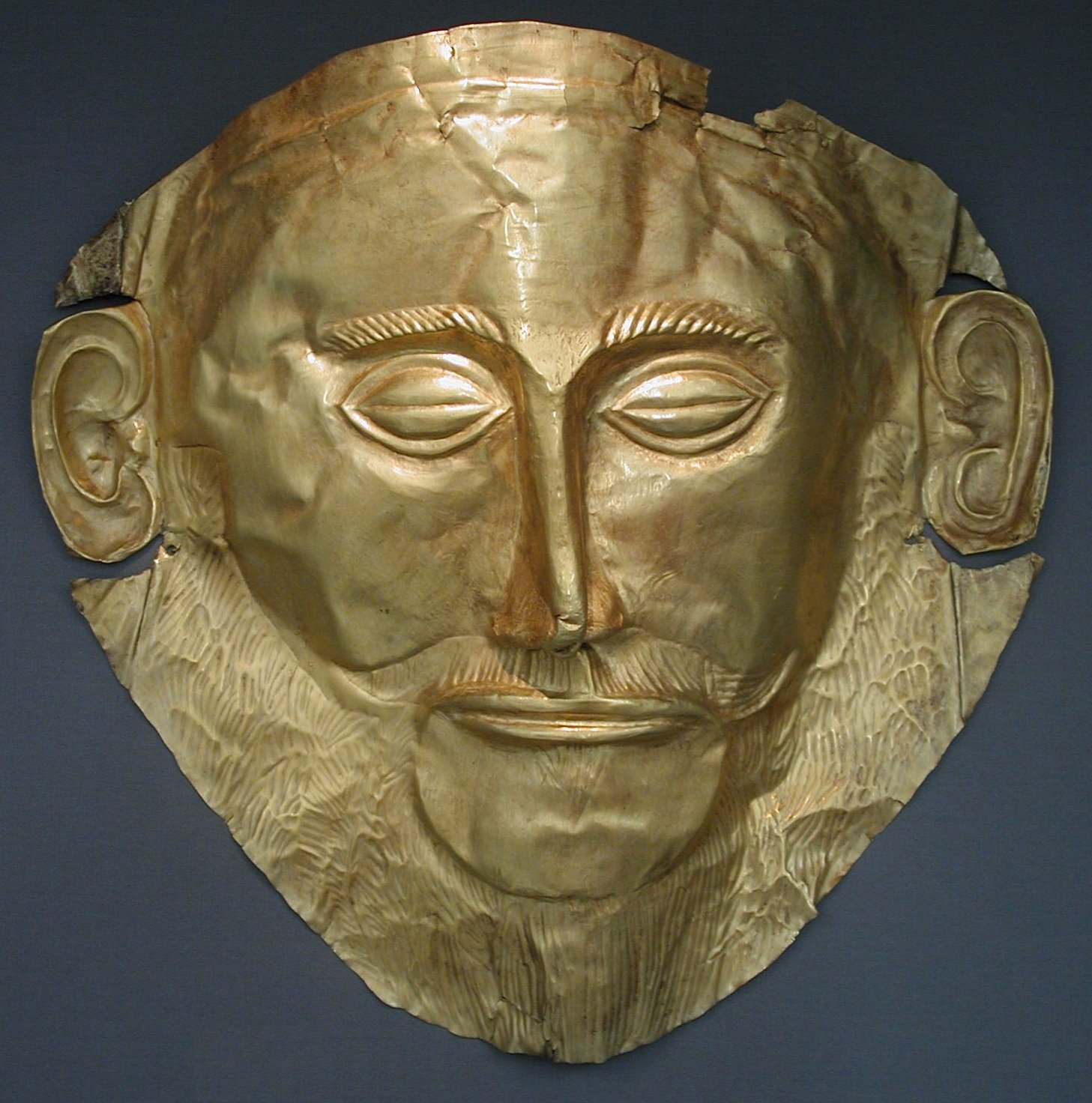
Het zg. "masker van Agamemnon" (16e eeuw voor Chr.), gevonden door Heinrich Schliemann in Mycene (1870)

Zij vormden een soldatencultuur van hoofdzakelijk jongeren die gemiddeld de leeftijd van 28 jaar bereikten, met sterke interesses voor wapens, paarden en snelle wagens. Meisjes werden moeder op hun 12e, grootmoeder op hun 24e en overleden voor hun 30e.

## Cultuur

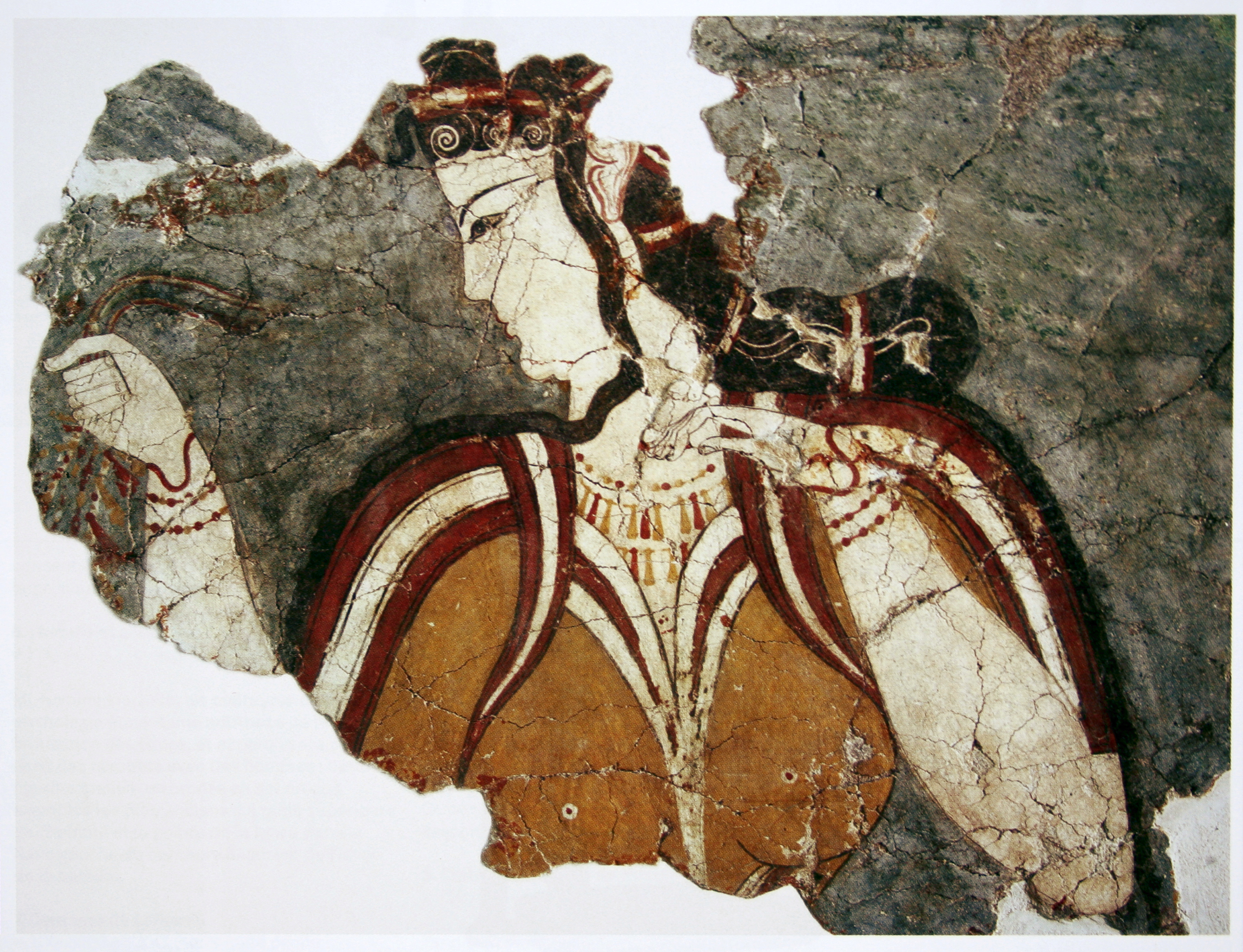
Fresco: de "Dame van Mycene" vertoont in stijl grote overeenkomst met de stijl van Minoïsche fresco's op Kreta en Akrotiri.

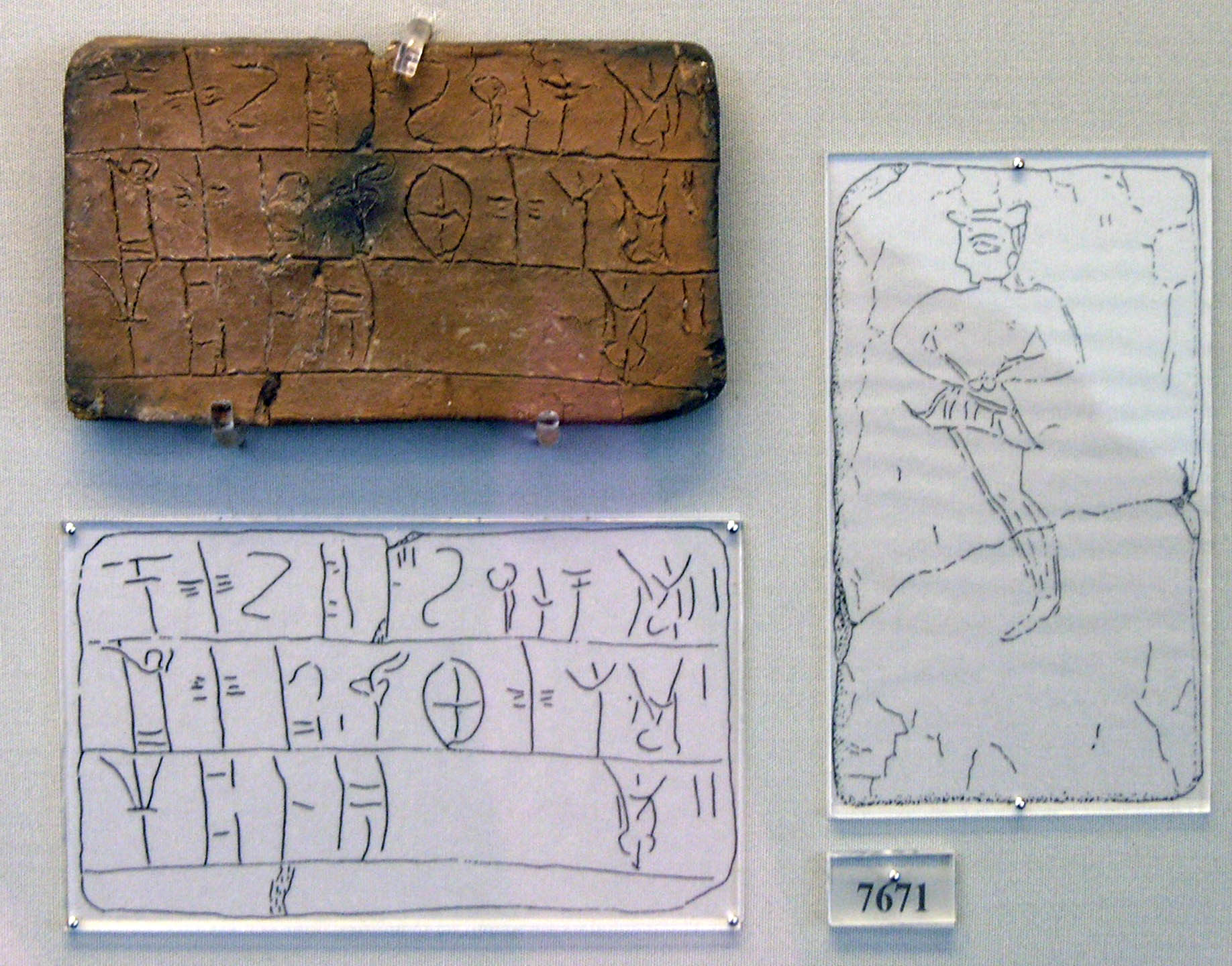
Voorbeeld van Lineair B schrift

De Myceners waren op artistiek en technisch gebied schatplichtig aan de oudste Kretenzische cultuur. Zij deden een beroep op Kretenzische ambachtslui en technici wier kennis en kunde hoogtij hadden gevierd gedurende de voorafgaande Minoïsche beschaving. De fraaiste kunstwerken die in Myceense graven werden ontdekt zijn van Minoïsche origine. Mogelijk is het oorlogsbuit, of het gaat om voorwerpen die door Kretenzische kooplui werden verkocht, of ze zijn het product van op het eiland geronselde artiesten. De gouden drinkbekers uit het tholosgraf van Vaphio (Laconica) bijvoorbeeld vertonen het stierenthema dat bij de Minoïsche Kretenzers altijd populair is geweest.
Ook het Lineair B schrift komt overeen met het oudere Lineair A, maar is voor een Grieks dialect gebruikt.
Dit ruw en krijgshaftige volk was feodaal georganiseerd. Myceense hoofdmannen bestreden elkaar, gebruikten daarbij strijdwagens, en woonden op een akropolis in megaronachtige gebouwen. Het type megaron bestond uit een grote zaal met plat dak dat op vier zuilen steunde waartussen een haard brandde. Het megaron is van Indo-Europese oorsprong. Het Myceense type fungeerde tegelijk als haardstede, vergaderruimte voor mannen en als kern van een koninklijk paleis. Een polygonale muur van reusachtige steenblokken omgaf het kasteel van het stamhoofd. De meest opvallende citadel van dit type is die van Mycene.
De Doriërs hadden een nog ruwere cultuur dan de Myceners. Zij dankten hun overhand vooral aan hun ijzeren wapens, waartegen de bronzen wapens van de Myceners het moesten afleggen. Aan de nog jonge Myceense beschaving kwam een einde, toen in de 1200 v.C. de Zeevolken hun zeehandel, die zij eveneens van de Minoërs hadden overgenomen, verstoorden. Ongebreidelde piraterij beroofde de Achaeërs van hun traditionele inkomsten. Door de algemene wanorde leidde Griekenland daarna een sluimerend bestaan in de Duistere eeuwen.

## Religie

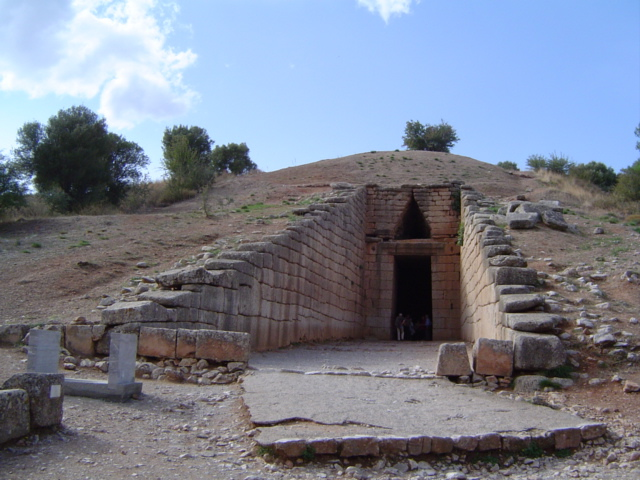
Dromostoegang tot de Schatkamer van Atreus

De goden van het Myceense pantheon zijn bekend uit de teksten in het Lineair B. Het zijn dezelfde goden die de Grieken ook in de klassieke periode vereerden: de namen van Ares (a-re), Demeter, da-ma-te (Dâ mâtêr, Dâ = Gâ, Gê of Gaia), Zeus (di-we, datief Diwei, Diï < *Dyeus), Dionysos (di-wo-nu-so-jo, genitief Diwonysoio: Dionysoio, -ou), Poseidon (po-se-da-o, Poseidaôn), Hera (po-ti-ni-ja (potnia)), Athena, Artemis, Hermes zijn duidelijk herkenbaar. Er wordt ook gewag gemaakt van offers aan de goden. En dit is geheel in overeenstemming met wat men in de epen van Homeros al vernam.
De oudste Achaeërs of Myceners hadden de gewoonte hun doden te begraven in schachtgraven. Vanaf de 14e eeuw v.Chr. nemen zij echter de Minoïsche grafcultuur over en bouwen overkoepelende tholoi zoals die in Platanos. Men vond ook in Mycene zelf en in Orchomenos en Dendra dergelijke graven. De koepel van deze tholoi bestaat uit concentrische elkaar overkragende steenlagen. De Schatkamer van Atreus uit ca. 1330 v.Chr. heeft een diameter van 14,5 m en is 13 m hoog. Een dromos (rechte toegangsweg) voert er naar de stenen ingang, die door zuilen wordt geflankeerd, met daarboven een transversale dorpel van zowat 120 ton.
De tholos is gemaakt vanuit een uitgeholde bodemruimte. De koepel komt boven de oppervlakte uit maar is met aarde bedekt.

## Volksverhuizingen en oorsprong

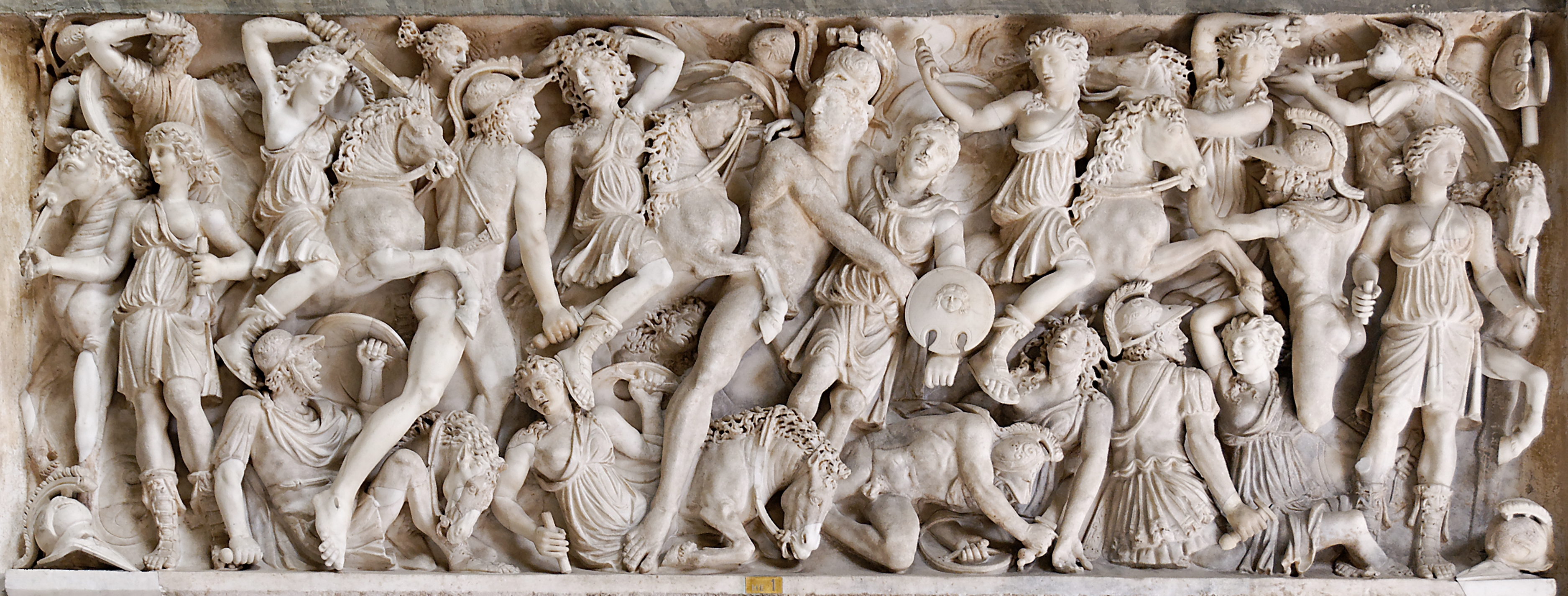
Strijd van de Achaeërs tegen de Amazonen of Achilles tegen Penthesilea. (Pio-Clementino museum)

Zowel Homeros als Pausanias verhalen de legende dat de Achaeërs uit hun verblijfplaatsen in de Argolis werden verdreven door de Doriërs die (vanaf ca. 1200 v.Chr.) vanuit het noorden tot de Peloponnesos doordrongen.
Daardoor weken de Achaeërs naar Aigialos uit en verdrongen op hun beurt de Aegialiërs (thans bekend als de Ioniërs). De Ioniërs vonden een tijdelijk onderkomen in Athene, waarna Aigialos bekend raakte onder de naam Achaia. Dit verklaart mogelijk waarom het gebied met de naam Achaia in de Klassieke Oudheid niet met het homerisch gebruik strookt.

### Egyptische bronnen
Gedurende het 5e jaar van het bewind van farao Merneptah (ca. 1224 - 1214 v.Chr.) zou een confederatie van Lybische en noordelijke volken de westelijke delta hebben aangevallen. In de etnische lijst van de teruggedrongen aanvallers komen de Eqwesj of Ekwesh voor, die door sommigen zijn gezien als de Achaeërs. De Egyptische teksten vernoemen deze Eqwesh als besneden, wat echter geen algemene praktijk was in die tijden, zeker niet in de Egeïsche Zeeregio.
Ook Homeros meldt een Achaeïsche aanval op de delta, en Menelaos heeft het er ook over in hetzelfde Boek 4 van de Odyssee, waar hij zijn eigen terugkeer naar huis van de Trojaanse Oorlog vertelt. Latere Griekse mythen hebben het erover dat Helena de Trojaanse oorlogstijd in het Oude Egypte doorbracht en niet in Troje en dat de Grieken na Troje haar daar kwamen terughalen. Verder is er de merkwaardige mythe van de gebroeders Aigyptos en Danaos, zonen van Belos, deze laatste verondersteld uit Egypte komend, die Marianne Luban in deze tijd zou willen situeren.

### Griekse mythologische bronnen
Volgens de overgeleverde Griekse mythen waren er Helleense afstammingslijnen, die een aantal verwante volksstammen met hun gelijknamige voorouder verbonden. Men zei dat elk van deze Griekse ethnoi zo werd genoemd ter ere van een van hun respectievelijke voorouders:
- Achaios van de Achaeërs
- Danaos van de Danaërs, uit het Oude Egypte
- Kadmos van de Kadmeioi, uit Fenicië
- Hellen van de Hellenen, niet te verwarren met Helena van Troje
- Aiolos van de Eoliërs
- Ion van de Ioniërs
- Doros van de Doriërs.

Zowel de nakomelingen van Kadmos uit Fenicië, als van Danaos uit Egypte kregen voet aan de grond in het Griekse hoofdland waar ook die van Pelops uit Klein-Azië verbleven, en raakten daar geassimileerd en gehelleniseerd.
Graikos, Magnis en Makedon waren zonen van Deukalion en Pyrrha, de enige mensen die de zondvloed overleefden. Van deze ethne zei men dat zij oorspronkelijk naar de oudste zoon Graikoi werd genoemd, maar later naar Hellen werden genoemd, die sterker waren. Zonen van deze Hellen en de nimf Orseïs waren Doros, Xuthos en Aiolos. Op hun beurt waren Ion en Achaios zonen van Xuthos en Kreousa, dochter van Erechteia.
Volgens de in de Oudheid aan Hesiodos toegeschreven en slechts fragmentarisch bewaard gebleven Catalogus van Vrouwen, Oudgrieks:Ἠοῖαι werden de zusters van Hellen, Pandora en Thyia, door Zeus zwanger gemaakt. Pandora baarde daarna Graikos, van de Grieken, en Thyia beviel van Makednos, van de Oude Macedoniërs, en van Magnus, van de Magnetes. Men beweerde dat hun afstammelingen in Thessalië verbleven. Eén fragment komt overeen met latere verhalen, waarin Deucalion als zoon van Prometheus en Pronoia wordt gezien en volgens een andere, de zoon van de legendarische Minos.
Van Thyia werd ook gezegd dat zij door Apollo werd bevrucht en Delphos baarde, de gelijknamige stichter van de stad Delphi bij het orakelheiligdom. Zij was ook nauw betrokken bij de profetische Bron van Athena Pronaia, waarvan soms werd beweerd dat zij daaruit was geboren.

## Historische betekenis
De Achaeërs worden als de voorouders van de Grieken gezien, onder meer omdat het Myceense koningshuis in vele Griekse mythen opduikt, maar ook omdat hun taal, vastgelegd in het Lineair B-schrift, sterke gelijkenissen vertoont met het latere Grieks. Daarom worden zij ook met de Myceners gelijkgesteld.
Hun belangrijkste centra zijn aan de Egeïsche Zee gelegen met als hoofdverblijfplaats Mycene. Vandaar hun associatie met de erfgenamen van de zogenaamde Myceense beschaving.
Na Mycene zijn de voornaamste steden Argos, Tiryns en ook de stadskolonie Pylos.
Aangezien Homeros de benaming Achaeërs gebruikt als verzamelnaam voor alle tegen Troje strijdende Grieken, en omdat men in Hettitische archieven de naam Akhijawa ontmoet, nemen sommigen aan dat de dragers van de Myceense beschaving zichzelf "Achaeërs" noemden. Het is echter onwaarschijnlijk dat dit reeds wijst op een eenheidsbewustzijn van alle Griekse stammen (zoals de Grieken zich vanaf de 9e eeuw v.Chr. "Hellenen" zullen noemen).
In historische tijden verwijst de term naar de bewoners van het landschap Achaea aan de noordkust van de Peloponnesos. Maar Homeros duidt dat gebied nog met de term Aigialos aan. Hij vernoemt nergens Achaia.